# Jayde Nicole

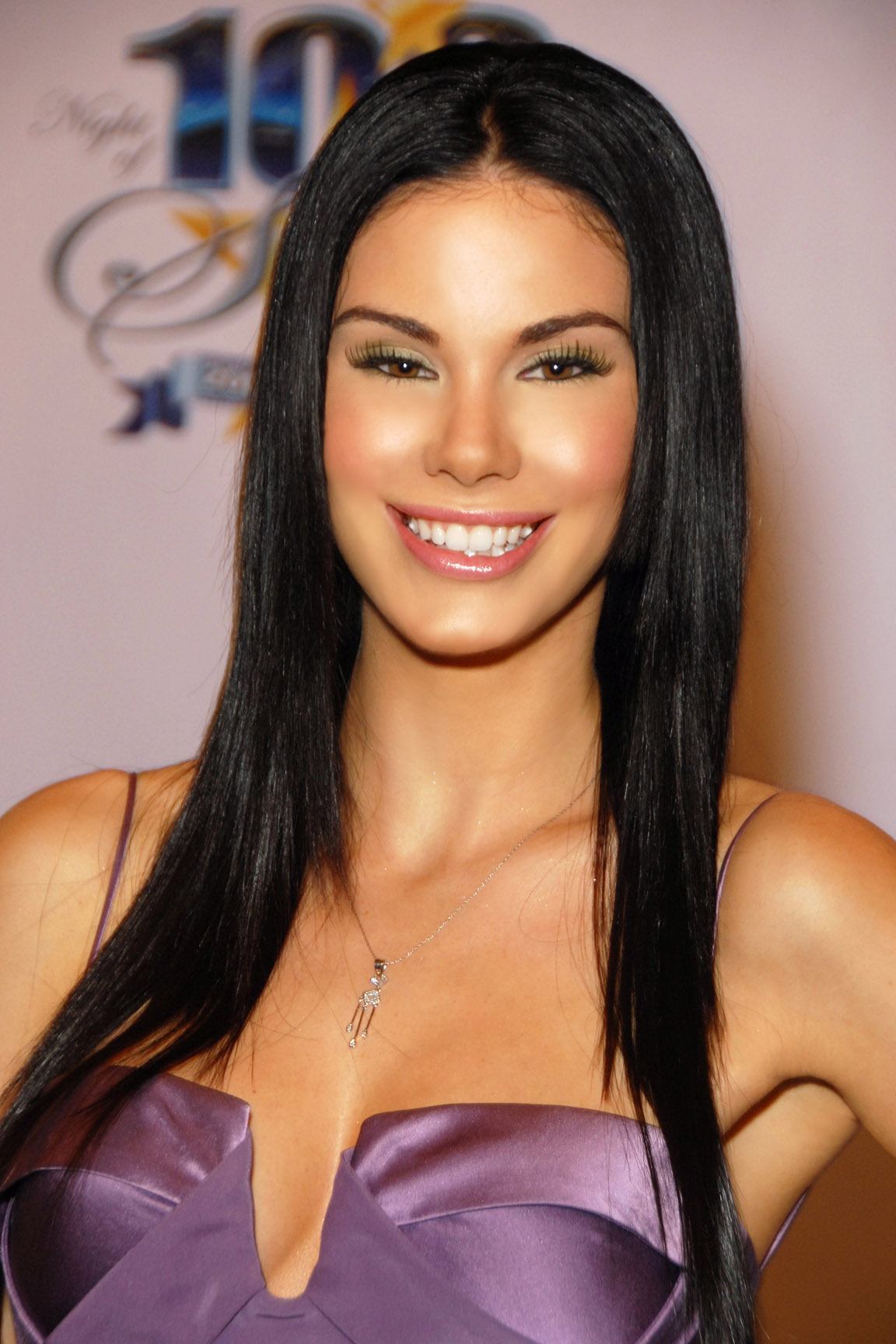
Jayde Nicole (2010)

Jayde Nicole (* 19. Februar 1986 in Scarborough, Ontario) ist ein kanadisches Model, Playmate und Schauspielerin.

## Karriere

### Model-Karriere
Nicole begann ihre Modelkarriere bereits im Alter von sechs Jahren, als sie für Kataloge vor der Kamera stand und an Modenschauen teilnahm. Im Alter von elf Jahren unterbrach sie das Modeln zeitweise, nahm es aber mit 15 wieder auf, nachdem sie von einem Modelscout wiederentdeckt worden war. Seitdem nahm Nicole an vielerlei Modenschauen teil und war in diversen Magazinen wie Details, American Curves, FHM, Guitar World, Cosmo, Maxim und Vegas zu sehen.
2007 war sie Playmate des Monats Januar im Playboy, 2008 wurde sie zum Playmate des Jahres gewählt. Unter anderem neben Sara Jean Underwood und Kara Monaco war sie im „Guitar Buyer's Guide 2011“ der Musikzeitschrift Guitar World zu sehen.
Jayde Nicole betreibt eine eigene Modelagentur names „A Touch of Class“ in Port Perry.

### Fernseh-Karriere
Nicole hatte mehrere Auftritte als sie selbst in Fernsehserien. So erschien sie beispielsweise in der Serie The Girls of the Playboy Mansion, die zuletzt das Leben von Hugh Hefner und seinen Freundinnen Crystal Harris, Karissa Shannon und Kristina Shannon in der Playboy Mansion zeigte, und in Holly Madisons Doku-Soap Holly's World. 2010 war sie unter anderem neben Claire Sinclair und Anna Sophia Berglund im Backdoor-Pilot The Girls Next Door: The Bunny House zu sehen. Sie trat auch in der MTV-Serie The Hills auf.
2009 hatte Nicole ihr Schauspieldebüt im Film Un'estate ai Caraibi.

## Filmografie (Auswahl)
Als Schauspielerin
- 2009: Un’estate ai Caraibi

Als sie selbst
- 2007: Playboy Video Playmate Calendar 2008 (Dokumentation)
- 2008: Playboy Video Playmate Calendar 2009 (Dokumentation)
- 2009: 2009 MuchMusic Video Awards (Fernsehfilm)
- 2009: That Morning Show (Talk-Show, 2 Episoden)
- 2009: The Hills (Reality-Serie, 11 Episoden)
- 2009–2010: The Girls of the Playboy Mansion (Doku-Soap, 2 Episoden)
- 2010: The Girls Next Door: The Bunny House (Backdoor-Pilot)
- 2011: Holly's World (Doku-Soap, 6 Episoden)
- 2012: Icon News (Doku-Soap, 1 Episode)
- 2015: Dr. Mona Vand: The Modern Pharmacist (Fernsehserie, 1 Episode)
- 2016: Kendra on Top (Fernsehserie, 5 Episoden)
- 2019: Face Forward: The BB Lifestyle Show (Fernsehserie, 1 Episode)
- 2019: Sugar Taco (Kurzfilm)

## Persönliches
Jayde Nicole war 15 Monate mit dem US-amerikanischen Reality-TV-Darsteller und Model Brody Jenner liiert. Neben ihrem Model- und Schauspielberuf ist Nicole auch als Fitnesstrainerin und Ernährungsberaterin tätig.
Sie beteiligt sich an diversen karitativen Projekten. Beispielsweise gründete sie 2013 die Tierschutzorganisation JNF Foundation und sammelte Spenden für eine Organisation, die sich für die Bekämpfung von AIDS in Afrika einsetzt.  Auch für die Tierrechtsorganisation PETA stand Nicole vor der Kamera.

## Trivia
Jayde Nicole ist das erste kanadische Playmate seit 1982 und nach Dorothy Stratten und Shannon Tweed das dritte überhaupt.